# Lomas de Zamora partido
Lomas de Zamora egy partido Argentína középpontjától keletre, Buenos Aires tartományban. Székhelye Lomas de Zamora.

## Népesség
A partido népessége a közelmúltban a következőképpen változott:
| Év   | Lakosság |
| ---- | -------- |
| 2001 | 587 760  |
| 2010 | 616 279  |